# 斯里奧克斯鎮區 (密歇根州)
斯里奧克斯鎮區（英語：Three Oaks Township）是位於美國密歇根州貝林縣的一個行政鎮區。

## 地方資料
斯里奧克斯鎮區的面積為60.80平方千米，當中陸地面積為60.30平方千米，而水域面積為0.50平方千米。根據2020年美國人口普查的數據，當地共有人口2324人，而人口密度為每平方千米38.22人。